# Selección femenina de fútbol de Irlanda
La selección femenina de fútbol de Irlanda (denominada República de Irlanda por la FIFA) representa a Irlanda en las competiciones internacionales de fútbol femenino. Jugó su primer partido internacional el 22 de abril de 1973 contra la selección femenina de fútbol de Escocia, partido que perdió Irlanda por diez goles a uno.

## Resultados

### Eurocopa
| Campeonato de Europa Femenino |                                                       |                                                       |                                                       |                                                       |                                                       |                                                       |                                                       |                                                       |
| Año                           | Ronda                                                 | Posición                                              | PJ                                                    | PG                                                    | PE                                                    | PP                                                    | GF                                                    | GC                                                    |
| Italia 1969                   | No existía la selección femenina de fútbol de Irlanda | No existía la selección femenina de fútbol de Irlanda | No existía la selección femenina de fútbol de Irlanda | No existía la selección femenina de fútbol de Irlanda | No existía la selección femenina de fútbol de Irlanda | No existía la selección femenina de fútbol de Irlanda | No existía la selección femenina de fútbol de Irlanda | No existía la selección femenina de fútbol de Irlanda |
| Italia 1979                   | No participó                                          | No participó                                          | No participó                                          | No participó                                          | No participó                                          | No participó                                          | No participó                                          | No participó                                          |
| Sin sede 1984                 | No participó                                          | No participó                                          | No participó                                          | No participó                                          | No participó                                          | No participó                                          | No participó                                          | No participó                                          |
| Noruega 1987                  | No participó                                          | No participó                                          | No participó                                          | No participó                                          | No participó                                          | No participó                                          | No participó                                          | No participó                                          |
| Alemania Federal 1989         | No participó                                          | No participó                                          | No participó                                          | No participó                                          | No participó                                          | No participó                                          | No participó                                          | No participó                                          |
| Total                         | 0/5                                                   | -                                                     | -                                                     | -                                                     | -                                                     | -                                                     | -                                                     | -                                                     |
| Eurocopa Femenina de la UEFA  |                                                       |                                                       |                                                       |                                                       |                                                       |                                                       |                                                       |                                                       |
| Dinamarca 1991                | No se clasificó                                       | No se clasificó                                       | No se clasificó                                       | No se clasificó                                       | No se clasificó                                       | No se clasificó                                       | No se clasificó                                       | No se clasificó                                       |
| Italia 1993                   | No se clasificó                                       | No se clasificó                                       | No se clasificó                                       | No se clasificó                                       | No se clasificó                                       | No se clasificó                                       | No se clasificó                                       | No se clasificó                                       |
| Alemania 1995                 | No participó                                          | No participó                                          | No participó                                          | No participó                                          | No participó                                          | No participó                                          | No participó                                          | No participó                                          |
| Noruega y Suecia 1997         | No se clasificó                                       | No se clasificó                                       | No se clasificó                                       | No se clasificó                                       | No se clasificó                                       | No se clasificó                                       | No se clasificó                                       | No se clasificó                                       |
| Alemania 2001                 | No se clasificó                                       | No se clasificó                                       | No se clasificó                                       | No se clasificó                                       | No se clasificó                                       | No se clasificó                                       | No se clasificó                                       | No se clasificó                                       |
| Inglaterra 2005               | No se clasificó                                       | No se clasificó                                       | No se clasificó                                       | No se clasificó                                       | No se clasificó                                       | No se clasificó                                       | No se clasificó                                       | No se clasificó                                       |
| Finlandia 2009                | No se clasificó                                       | No se clasificó                                       | No se clasificó                                       | No se clasificó                                       | No se clasificó                                       | No se clasificó                                       | No se clasificó                                       | No se clasificó                                       |
| Suecia 2013                   | No se clasificó                                       | No se clasificó                                       | No se clasificó                                       | No se clasificó                                       | No se clasificó                                       | No se clasificó                                       | No se clasificó                                       | No se clasificó                                       |
| Países Bajos 2017             | No se clasificó                                       | No se clasificó                                       | No se clasificó                                       | No se clasificó                                       | No se clasificó                                       | No se clasificó                                       | No se clasificó                                       | No se clasificó                                       |
| Inglaterra 2022               | No se clasificó                                       | No se clasificó                                       | No se clasificó                                       | No se clasificó                                       | No se clasificó                                       | No se clasificó                                       | No se clasificó                                       | No se clasificó                                       |
| Total                         | 0/10                                                  | -                                                     | -                                                     | -                                                     | -                                                     | -                                                     | -                                                     | -                                                     |
| Total global                  | 0/15                                                  | -                                                     | -                                                     | -                                                     | -                                                     | -                                                     | -                                                     | -                                                     |

### Mundial
| Mundial Femenino,                      |                                                       |                                                       |                                                       |                                                       |                                                       |                                                       |                                                       |                                                       |
| Año                                    | Ronda                                                 | Posición                                              | PJ                                                    | PG                                                    | PE                                                    | PP                                                    | GF                                                    | GC                                                    |
| Italia 1970                            | No existía la selección femenina de fútbol de Irlanda | No existía la selección femenina de fútbol de Irlanda | No existía la selección femenina de fútbol de Irlanda | No existía la selección femenina de fútbol de Irlanda | No existía la selección femenina de fútbol de Irlanda | No existía la selección femenina de fútbol de Irlanda | No existía la selección femenina de fútbol de Irlanda | No existía la selección femenina de fútbol de Irlanda |
| México 1971                            | No existía la selección femenina de fútbol de Irlanda | No existía la selección femenina de fútbol de Irlanda | No existía la selección femenina de fútbol de Irlanda | No existía la selección femenina de fútbol de Irlanda | No existía la selección femenina de fútbol de Irlanda | No existía la selección femenina de fútbol de Irlanda | No existía la selección femenina de fútbol de Irlanda | No existía la selección femenina de fútbol de Irlanda |
| España 1972                            | No existía la selección femenina de fútbol de Irlanda | No existía la selección femenina de fútbol de Irlanda | No existía la selección femenina de fútbol de Irlanda | No existía la selección femenina de fútbol de Irlanda | No existía la selección femenina de fútbol de Irlanda | No existía la selección femenina de fútbol de Irlanda | No existía la selección femenina de fútbol de Irlanda | No existía la selección femenina de fútbol de Irlanda |
| Total                                  | 0/3                                                   | -                                                     | -                                                     | -                                                     | -                                                     | -                                                     | -                                                     | -                                                     |
| Mundialito Femenino                    |                                                       |                                                       |                                                       |                                                       |                                                       |                                                       |                                                       |                                                       |
| Taiwán 1981                            | No participó                                          | No participó                                          | No participó                                          | No participó                                          | No participó                                          | No participó                                          | No participó                                          | No participó                                          |
| Italia 1982                            | No participó                                          | No participó                                          | No participó                                          | No participó                                          | No participó                                          | No participó                                          | No participó                                          | No participó                                          |
| Italia 1984                            | No participó                                          | No participó                                          | No participó                                          | No participó                                          | No participó                                          | No participó                                          | No participó                                          | No participó                                          |
| Italia 1985                            | No participó                                          | No participó                                          | No participó                                          | No participó                                          | No participó                                          | No participó                                          | No participó                                          | No participó                                          |
| Italia 1986                            | No participó                                          | No participó                                          | No participó                                          | No participó                                          | No participó                                          | No participó                                          | No participó                                          | No participó                                          |
| Italia 1988                            | No participó                                          | No participó                                          | No participó                                          | No participó                                          | No participó                                          | No participó                                          | No participó                                          | No participó                                          |
| Total                                  | 0/6                                                   | -                                                     | -                                                     | -                                                     | -                                                     | -                                                     | -                                                     | -                                                     |
| Torneo Invitación Femenino de la FIFA, |                                                       |                                                       |                                                       |                                                       |                                                       |                                                       |                                                       |                                                       |
| Taiwán 1987                            | No participó                                          | No participó                                          | No participó                                          | No participó                                          | No participó                                          | No participó                                          | No participó                                          | No participó                                          |
| China 1988                             | No participó                                          | No participó                                          | No participó                                          | No participó                                          | No participó                                          | No participó                                          | No participó                                          | No participó                                          |
| Total                                  | 0/2                                                   | -                                                     | -                                                     | -                                                     | -                                                     | -                                                     | -                                                     | -                                                     |
| Mundial Femenino de la FIFA            |                                                       |                                                       |                                                       |                                                       |                                                       |                                                       |                                                       |                                                       |
| China 1991                             | No se clasificó                                       | No se clasificó                                       | No se clasificó                                       | No se clasificó                                       | No se clasificó                                       | No se clasificó                                       | No se clasificó                                       | No se clasificó                                       |
| Suecia 1995                            | No participó                                          | No participó                                          | No participó                                          | No participó                                          | No participó                                          | No participó                                          | No participó                                          | No participó                                          |
| Estados Unidos 1999                    | No se clasificó                                       | No se clasificó                                       | No se clasificó                                       | No se clasificó                                       | No se clasificó                                       | No se clasificó                                       | No se clasificó                                       | No se clasificó                                       |
| Estados Unidos 2003                    | No se clasificó                                       | No se clasificó                                       | No se clasificó                                       | No se clasificó                                       | No se clasificó                                       | No se clasificó                                       | No se clasificó                                       | No se clasificó                                       |
| China 2007                             | No se clasificó                                       | No se clasificó                                       | No se clasificó                                       | No se clasificó                                       | No se clasificó                                       | No se clasificó                                       | No se clasificó                                       | No se clasificó                                       |
| Alemania 2011                          | No se clasificó                                       | No se clasificó                                       | No se clasificó                                       | No se clasificó                                       | No se clasificó                                       | No se clasificó                                       | No se clasificó                                       | No se clasificó                                       |
| Canadá 2015                            | No se clasificó                                       | No se clasificó                                       | No se clasificó                                       | No se clasificó                                       | No se clasificó                                       | No se clasificó                                       | No se clasificó                                       | No se clasificó                                       |
| Francia 2019                           | No se clasificó                                       | No se clasificó                                       | No se clasificó                                       | No se clasificó                                       | No se clasificó                                       | No se clasificó                                       | No se clasificó                                       | No se clasificó                                       |
| Australia-Nueva Zelanda 2023           | Fase de grupos                                        | 26º                                                   | 3                                                     | 0                                                     | 1                                                     | 2                                                     | 1                                                     | 3                                                     |
| Total                                  | 1/9                                                   | 26º                                                   | 3                                                     | 0                                                     | 1                                                     | 2                                                     | 1                                                     | 3                                                     |
| Total global                           | 1/20                                                  | 26º                                                   | 3                                                     | 0                                                     | 1                                                     | 2                                                     | 1                                                     | 3                                                     |

## Jugadoras

### Última convocatoria
Jugadoras convocadas para la Copa Mundial de 2023.
Entrenadora: 
| No. | Pos. | Jugadora          | Fecha de nacimiento (edad)         | Apa. | Goles | Club                    |
| --- | ---- | ----------------- | ---------------------------------- | ---- | ----- | ----------------------- |
| 1   | POR  | Courtney Brosnan  | 10 de noviembre de 1995 (27 años)  | 21   | 0     | Everton                 |
| 2   | DEF  | Claire O'Riordan  | 12 de octubre de 1994 (28 años)    | 17   | 0     | Celtic                  |
| 3   | DEF  | Chloe Mustaki     | 29 de julio de 1995 (27 años)      | 5    | 0     | Bristol City            |
| 6   | MED  | Megan Connolly    | 7 de marzo de 1997 (26 años)       | 38   | 4     | Brighton & Hove Albion  |
| 8   | MED  | Ruesha Littlejohn | 3 de julio de 1990 (33 años)       | 71   | 6     | Aston Villa             |
| 9   | DEL  | Amber Barrett     | 10 de enero de 1996 (27 años)      | 35   | 5     | Turbine Potsdam         |
| 10  | MED  | Denise O'Sullivan | 4 de febrero de 1994 (29 años)     | 101  | 19    | North Carolina Courage  |
| 11  | MED  | Katie McCabe      | 21 de septiembre de 1995 (27 años) | 72   | 18    | Arsenal                 |
| 12  | MED  | Lily Agg          | 17 de diciembre de 1993 (29 años)  | 7    | 2     | London City Lionesses   |
| 14  | DEF  | Heather Payne     | 20 de enero de 2000 (23 años)      | 34   | 1     | Florida State Seminoles |
| 15  | MED  | Lucy Quinn        | 29 de septiembre de 1993 (29 años) | 13   | 2     | Birmingham City         |
| 16  | POR  | Grace Moloney     | 1 de abril de 1993 (30 años)       | 6    | 0     | Reading                 |
| 17  | MED  | Sinead Farrelly   | 16 de noviembre de 1989 (33 años)  | 1    | 0     | Gotham FC               |
| 18  | DEL  | Kyra Carusa       | 14 de noviembre de 1995 (27 años)  | 11   | 2     | London City Lionesses   |
| 19  | DEL  | Abbie Larkin      | 27 de abril de 2005 (18 años)      | 6    | 1     | Shamrock Rovers         |
| 20  | DEL  | Marissa Sheva     | 22 de abril de 1997 (26 años)      | 3    | 0     | Washington Spirit       |
| 21  | MED  | Ciara Grant       | 11 de junio de 1993 (30 años)      | 17   | 0     | Hearts                  |
| 22  | DEF  | Isibeal Atkinson  | 17 de julio de 2001 (22 años)      | 4    | 0     | West Ham United         |
| 23  | POR  | Megan Walsh       | 12 de noviembre de 1994 (28 años)  | 1    | 0     | Brighton & Hove Albion  |